# Arne Gallis
Arne Gallis (Andebu, 29. studenoga 1908. − 31. siječnja 1997.), norveški slavist i prevoditelj.

## Životopis
Rodio se je u Andebuu 1908. godine. Od 1930. u sveučilišnoj knjižnici u Oslu od 1951. do 1957. Dr. philos. od 1947. godine. U Oslu na sveučilištu predavao slavistiku od 1967. do 1975. Područje njegova znanstvenog rada je sintakse slavenskih jezika. U svezi s hrvatskim jezikom objavio je radove iz područja sintakse, poput odnosne rečenice. Objavio je prijevode djela hrvatskih pisaca poput Slavka Kolara, Ive Andrića i inih.
Urednik Andebu bygdebok (1975. – 1982.) i autor autobiografije Fra Vestfold til Balkan (1991.). Bio ataše za tisak u norveškom veleposlanstvu u Beogradu 1957. godine, član Norveške akademije znanosti od 1949. i SANU od 1981. godine.

## Vanjske poveznice
- Bibsys
- VIAF
- BNF
- Data.BNF
- SUDOC
- Svein Mønnesland: Arne Gallis Store norske leksikon, 15. veljače 2009. (leksikon je na bokmålu i novonorveškom)